# Renato Bosatta
Renato Bosatta, italijanski veslač, * 11. februar 1938, Pianello del Lario.
Bosatta je za Italijo nastopil na Poletnih olimpijskih igrah 1960, 1964 in 1968. 
Leta 1960 je veslal v italijanskem četvercu brez krmarja, ki je osvojil srebrno medaljo. Svojo drugo olimpijsko srebrno medaljo je osvojil štiri leta kasneje v Tokiu, ko je veslal v italijanskem četvercu s krmarjem. Na svojih zadnjih igrah, leta 1968 v Mexico Cityju je spet veslal v četvercu brez krmarja, ki je takrat osvojil bronasto medaljo. 